# مخططات الترابط

منحنيات الترابط المستخدمة في تحقيق المقاطع المستطيلة المسلحة بنهاياتها فقط.

مخططات الترابط (بالإنجليزية: Interaction Diagrams)‏ هي منحنيات تستخدم في تصميم أو تحقيق جدران القص والأعمدة البيتونية المعرضة لقوى ناظمية وعزوم انعطاف، تمثل هذه المنحنيات العلاقة بين القوى الناظمية المطبقة على مقطع العمود والعزم الذي يتحمله المقطع مع هذه القوة الناظمية.